# Liste des évêques de Mazara del Vallo
Cette liste recense la liste des évêques du diocèse de Mazara del Vallo de 1093 à nos jours.

## Évêques
- Étienne de Fer, O.S.B (1093-1124)
- Umberto (mentionné en 1144)
- Tustino (1157-1180)
- Matteo (1182-1183)
- Lorenzo (mentionné en 1188)
- Anonyme (mentionné en 1193)
- Anonyme (mentionné en novembre 1198 et en 1199)
- Pietro (1200-1201)
- Anonyme (mentionné en 1208)
- Anonyme (mentionné en 1215)
- Giuliano (1226)
- Anonyme (1239)
- Benvenuto (1245 ou 1254)
- Nicolò, O.Cist † (1256-1270)
  - Luca (1260) (évêque intrus)
- Giovanni De Ferro † (1271-1283)
- Guglielmo † (1288)
- Goffredo Roncioni, O.P. (1297-1316)
- Pellegrino De Pactis, O.P (1317-1326)
- Pietro Rogato, O.P (1326-1330)
- Ferrer De Abella, O.P (1330-1334)
- Ugone da Vich o da Vicenza, O.P (1335-1342)
- Bernardo (1342-1346)
- Raimondo De Montechateno (1347-1349)
- Guglielmo Monstrio (1349-1355)
- Gregorio, O.S.B (1357-1361)
- Francesco Di Catania (1362-1363)
- Ruggero Da Piazza, O.F.M (1363-1383)
- Francesco De Regno, O.F.M (1386- ?)
- Francesco, O.P (1388-1391)
  - Anastasio (1388- ?) (antiévêque)
- Francesco Vitale (1391-1414)
  - Michele (1405) (antiévêque)
  - Pietro, O.F.M (1415- ?) (antiévêque)
- Giovanni De Rosa (1415-1448)
  - Bessarion (1449-1458) (administrateur apostolique)
- Giovanni Burgio (1458-1467) nommé archevêque de Palerme
- Paolo Visconti, O.Carm (1467-1469) nommé archevêque de Palerme
- Giovanni Montaperto-Chiaromonte (1469-1485)
- Giovanni Castrioto (1486-1503)
- Giovanni Villamarino (1503-1525)
- Agostino De Francisco (1525-1526)
- Girolamo De Francisco (1526-1530)
- Giovanni Omodei (1530-1542)
- Girolamo Termine (1543-1561)
- Giacomo Lomellino Del Campo (1562-1571) nommé archevêque de Palerme
- Juan Beltrán de Guevara (1571-1573)
- Antonio Lombardo (1573-1579) nommé archevêque d'Agrigente
- Bernardo Gascó (1579-1586)
  - siège vacant (1586-1589)
- Luciano Rosso (De Rubeis) (1589-1602)
- Giovanni De Gantes (1604-1605)
- Marco La Cava (1605-1626)
  - siège vacant (1626-1630)
- Francisco Sánchez Villanueva y Vega (1630-1635) nommé archevêque du diocèse des Canaries
- Giandomenico Spinola (1636-1646)
- Diego Requesens (1647-1650)
- Carlo Impellizzeri (1650-1654)
- Juan Lozano, O.S.A (1656-1669) nommé archevêque de Palerme
- Giuseppe Cigala, C.R (1670-1678) nommé archevêque de Messine
  - siège vacant (1678-1681)
- Carlo Reggio (1681-1683)
- Francesco Maria Graffeo, O.F.M.Conv (1685-1695)
- Bartolomeo Castelli, C.R (1695-1730)
- Alessandro Caputo, O.Carm (1731-1741)
- Giuseppe Stella (1742-1758)
- Girolamo Palermo, C.R (1759-1765)
- Michele Scavo (1766-1771)
- Ugone Papé di Valdina (1772-1791)
- Orazio Della Torre (1792-1811)
  - siège vacant (1811-1816)
- Emmanuele Custo (1816-1829)
  - siège vacant (1829-1832)
- Luigi Scalabrini (1832-1842)
  - siège vacant (1842-1845)
- Antonio Salomone † (1845-1857) nommé archevêque de Salerne
- Carmelo Valenti, C.SS.R (1858-1882)
- Antonio Maria Saeli, C.SS.R (1882-1900)
- Gaetano Quattrocchi (1900-1903)
- Nicola Maria Audino (1903-1933)
- Salvatore Ballo Guercio (1933-1949)
- Gioacchino Di Leo (1950-1963)
- Giuseppe Mancuso (1963-1977)
- Costantino Trapani, O.F.M (1977-1987)
- Emanuele Catarinicchia (1987-2002)
- Calogero La Piana, S.D.B (2002-2006)
- Domenico Mogavero (2007-   )